# The Marine
The Marine (titulada El marino en Hispanoamérica y Persecución extrema en España) es la primera película de la serie de películas The Marine y la primera del luchador de la WWE John Cena. Fue estrenada en octubre de 2006. La película fue dirigida por John Bonito, escrita por Michelle Gallagher y Alan B. McElroy y producida por Joel Simon.
Producida por la división de la WWE, llamada WWE Studios, y distribuida en los EE. UU. por 20th Century Fox Home Entertainment, el filme recibió la clasificación PG-13 de la MPAA por "intensas secuencias de acción violenta, sensualidad y lenguaje crudo". Sin embargo una versión no clasificada fue lanzada en DVD y Blu-ray.

## Sucesos
En Irak, John Triton, un marino estadounidense, llega a un escondite de Al Qaeda, donde un grupo de terroristas se prepara para decapitar a varios rehenes. Ignorando las órdenes directas de esperar refuerzos, Triton ataca a los extremistas y rescata a los rehenes. A la mañana siguiente, su coronel le informa que recibe una baja honorable por desobedecer las órdenes directas.
Ahora jubilado, a Tritón le cuesta volver a la vida normal. Lo despiden de su trabajo como guardia de seguridad por usar fuerza excesiva contra el exnovio de un empleado y sus guardaespaldas. Kate, la esposa de Tritón, decide que ambos necesitan unas vacaciones para ayudar a Tritón a adaptarse a su nueva vida. Mientras tanto, el criminal Rome roba una joyería con su pandilla: su novia Angela, Morgan, Vescera y Bennett. Rome está en connivencia con un socio anónimo, con quien planea compartir las ganancias de los diamantes. En la huida, la pandilla se detiene en una gasolinera donde Tritón y Kate se habían detenido. Cuando dos policías llegan a cargar gasolina, Morgan dispara y mata a uno de los oficiales, lo que hace que Rome asesine al otro oficial mientras Angela mata al empleado de la gasolinera. Cuando Tritón reacciona al secuestro de Kate, Bennett lo noquea y la pandilla hace estallar la gasolinera. Tritón sobrevive milagrosamente y sale a perseguirlos usando el coche de policía. La persecución en medio de un tiroteo conduce a un lago, donde Tritón se cae del coche patrulla al lago.
Rome y su pandilla atraviesan un pantano para evitar a la policía. Kate intenta escapar varias veces. Tritón emerge del lago y se encuentra con el detective Van Buren, quien persigue a la pandilla. Van Buren le niega permiso para perseguirlos, pero Tritón se adentra en el pantano de todos modos. Tras un altercado entre Morgan y Vescera, Rome decide matar a Vescera. Rome recibe una llamada de su compañero anónimo, y le dice que pretende expulsarlo del trato. La pandilla llega a una cabaña y decide descansar allí por el momento. Mientras tanto, Tritón es secuestrado por dos fugitivos que creen que es un policía que los busca. Los somete y rastrea a la pandilla hasta la cabaña. Ahí sigilosamente mata a Morgan y a Bennett, luego arrastra los cuerpos bajo la cabaña, donde se reencuentra con el detective Van Buren.
Kate sale corriendo de la cabaña, pero Angela la ataca y la recaptura. Mientras tanto, Tritón entra en la cabaña y se encuentra cara a cara con Rome y su arma. Van Buren entra en la habitación, pero le apunta con su arma a Tritón, revelando que es el compañero anónimo. Rome abre fuego contra Tritón, quien usa a Van Buren como escudo humano, matándolo. Rome escapa y se une a Angela y Kate antes de disparar a un tanque de gasolina y explotar la cabaña. Tritón sobrevive milagrosamente de nuevo.
Rome escapa en el coche de Van Buren, pero lo abandona debido a un dispositivo de rastreo policial. Angela seduce y mata a un camionero para robarle el camión. Triton es arrestado por un agente de patrulla marítima, pero roba su embarcación tras esposarlo. Corre al puerto deportivo, destino de Rome, y se sube a su camión, lanzando a Angela contra el parabrisas de un autobús que se aproxima, matándola y derramando los diamantes. Rome en un almacén tratando de sacarse a Tritón de encima salta justo antes de que el camión se estrelle en un lago. Triton se enfrenta a Rome en un combate cuerpo a cuerpo y lo noquea antes de dejar a Rome en el almacén en llamas para rescatar a Kate, que se está ahogando en el camión. Tritón rescata a Kate y Rome reaparece gravemente quemado intentando estrangularlo con una cadena, pero Triton lo mata rompiéndole el cuello con la cadena. 

## Reparto
- John Cena - John Triton
- Robert Patrick - Rome
- Kelly Carlson - Kate Triton
- Abigail Bianca - Ángela
- Manu Bennett - Bennett
- Anthony Ray Parker - Morgan
- Jerome Ehlers - Van Buren
- Damon Gibson - Vescera
- Frank Carlopio - Frank
- Firass Dirani - Líder de Al Qaeda

## Secuelas
La película hizo que se sacarán más de seis secuelas: The Marine 2 protagonizada por Ted DiBiase, Jr. en torno a la historia de un marino llamado Joe Linwood y The Marine 3: Homefront, The Marine 4: Moving Target, The Marine 5: Battleground y The Marine 6: Close Quarters protagonizadas por The Miz quienes giran en torno a la historia de otro marino llamado Jake Carter.